# The Velvet Underground (album)
The Velvet Underground là album phòng thu thứ ba của ban nhạc rock người Mỹ the Velvet Underground. Phát hành tháng 3 năm 1969, đây là album đầu có sự có mặt của Doug Yule, người thay thế cho John Cale. Thu âm năm 1968 ở TTG Studios, Hollywood, California, album—gồm chủ yếu những bản folk và rock "thông thường"—đánh dấu một bước thay đổi phong cách nổi bật so với những tác phẩm trước của nhóm. Năm 2003, tạp chí Rolling Stone xếp album hạng 314 trong danh sách "500 album vĩ đại nhất".

## Bối cảnh
Lou Reed, cây viết nhạc chính của ban, nói về album: "Tôi thực sự không cho rằng mình nên làm một White Light/White Heat thứ hai. Tôi đã tưởng rằng đó là một ý tưởng tồi và tôi thực sự tin vậy. Tôi cho rằng bọn tôi phải phô bày khía cạnh khác của mình. Nếu không, chúng tôi sẽ trở nên một chiều và phải tránh điều đó bằng mọi giá." Tay trống Moe Tucker nói rằng, "Tôi hài lòng với đường lối mà chúng tôi chọn và với sự điềm tĩnh mới trong nhóm và [tôi] nghĩ về tương lai tốt hơn, mong người ta sẽ thông thái lên và rằng một hãng đĩa nào đó sẽ chọn và đáp ứng chúng tôi." Doug Yule phát biểu rằng album "đã tạo nên nhiều niềm vui. Những buổi thu đều đầy tính xây dựng và sáng tạo, mọi người đều cùng nhau làm việc."
The Velvet Underground là album đầu của ban nhạc cho MGM Records, trong khi hai album được Verve, một công ty con của MGM, phát hành. Ảnh hưởng từ Andy Warhol bị giảm sút, mối liên quan đáng kể nhất với the Factory là ảnh bìa trước và sau được Warholite Billy Name thực hiện, và bài hát mở đầu "Candy Says" kể về Warhol superstar Candy Darling (người mà sau đó tái xuất hiện trong "Walk on the Wild Side" của Reed). Theo yêu cầu của Reed, Yule hát bài hát này. Bìa bao đĩa được thiết kế bởi Dick Smith, khi đó làm ở MGM/Verve, với bức ảnh của Billy Name hình ban nhạc ngồi trên một cái ghế ở Factory của Andy Warhol.
Ban nhạc tự sản xuất album, với hai bản phối stereo khác nhau. Bản phối của Val Valentin phổ cập rộng hơn. Một bản phối khác do Lou Reed thực hiện, làm nổi bật giọng và tiếng guitar của ông và làm mờ những nhạc cụ khác. Phiên bản này được Sterling Morrison gọi là "Closet Mix" vì đối với ông nó nghe như nó được làm trong một căn buồng nhỏ ("closet").

## Danh sách nhạc khúc
Tất cả nhạc khúc được sáng tác bởi Lou Reed, trừ khi có ghi chú. Thời lượng nhạc khúc là theo bản phối của Valentin.
| Mặc một | Mặc một           | Mặc một        | Mặc một    |
| STT     | Nhan đề           | Hát chính      | Thời lượng |
| ------- | ----------------- | -------------- | ---------- |
| 1.      | "Candy Says"      | Yule           | 4:04       |
| 2.      | "What Goes On"    | Reed           | 4:55       |
| 3.      | "Some Kinda Love" | Reed           | 4:03       |
| 4.      | "Pale Blue Eyes"  | Reed           | 5:41       |
| 5.      | "Jesus"           | Reed with Yule | 3:24       |

| Mặt hai | Mặt hai                       | Mặt hai                              | Mặt hai    |
| STT     | Nhan đề                       | Hát chính                            | Thời lượng |
| ------- | ----------------------------- | ------------------------------------ | ---------- |
| 6.      | "Beginning to See the Light"  | Reed                                 | 4:41       |
| 7.      | "I'm Set Free"                | Reed                                 | 4:08       |
| 8.      | "That's the Story of My Life" | Reed                                 | 1:59       |
| 9.      | "The Murder Mystery"          | Reed with Morrison, Yule, and Tucker | 8:55       |
| 10.     | "After Hours"                 | Tucker                               | 2:07       |

| 45th Anniversary Super Deluxe Edition disc 4: 1969 sessions | 45th Anniversary Super Deluxe Edition disc 4: 1969 sessions | 45th Anniversary Super Deluxe Edition disc 4: 1969 sessions  | 45th Anniversary Super Deluxe Edition disc 4: 1969 sessions |
| STT                                                         | Nhan đề                                                     | Sáng tác                                                     | Thời lượng                                                  |
| ----------------------------------------------------------- | ----------------------------------------------------------- | ------------------------------------------------------------ | ----------------------------------------------------------- |
| 1.                                                          | "Foggy Notion" (Original 1969 mix)                          | Sterling Morrison, Reed, Maureen Tucker, Hy Weiss, Doug Yule |                                                             |
| 2.                                                          | "One of These Days" (New 2014 mix)                          |                                                              |                                                             |
| 3.                                                          | "Lisa Says" (New 2014 mix)                                  |                                                              |                                                             |
| 4.                                                          | "I'm Sticking with You" (Original 1969 mix)                 |                                                              |                                                             |
| 5.                                                          | "Andy's Chest" (Original 1969 mix)                          |                                                              |                                                             |
| 6.                                                          | "Coney Island Steeplechase" (New 2014 mix)                  |                                                              |                                                             |
| 7.                                                          | "Ocean" (Original 1969 mix)                                 |                                                              |                                                             |
| 8.                                                          | "I Can't Stand It" (New 2014 mix)                           |                                                              |                                                             |
| 9.                                                          | "She's My Best Friend" (Original 1969 mix)                  |                                                              |                                                             |
| 10.                                                         | "We're Gonna Have a Real Good Time Together" (New 2014 mix) |                                                              |                                                             |
| 11.                                                         | "I'm Gonna Move Right In" (Original 1969 mix)               | John Cale, Morrison, Reed, Tucker                            |                                                             |
| 12.                                                         | "Ferryboat Bill" (Original 1969 mix)                        |                                                              |                                                             |
| 13.                                                         | "Rock & Roll" (Original 1969 mix)                           |                                                              |                                                             |
| 14.                                                         | "Ride into the Sun" (New 2014 mix)                          | Cale, Morrison, Reed, Tucker                                 |                                                             |

| 45th Anniversary Super Deluxe Edition disc 5: Live at the Matrix (Part 1) | 45th Anniversary Super Deluxe Edition disc 5: Live at the Matrix (Part 1) | 45th Anniversary Super Deluxe Edition disc 5: Live at the Matrix (Part 1) |
| STT                                                                       | Nhan đề                                                                   | Thời lượng                                                                |
| ------------------------------------------------------------------------- | ------------------------------------------------------------------------- | ------------------------------------------------------------------------- |
| 1.                                                                        | "I'm Waiting for the Man"                                                 |                                                                           |
| 2.                                                                        | "What Goes On"                                                            |                                                                           |
| 3.                                                                        | "Some Kinda Love"                                                         |                                                                           |
| 4.                                                                        | "Over You"                                                                |                                                                           |
| 5.                                                                        | "We're Gonna Have a Real Good Time Together"                              |                                                                           |
| 6.                                                                        | "Beginning to See the Light"                                              |                                                                           |
| 7.                                                                        | "Lisa Says"                                                               |                                                                           |
| 8.                                                                        | "Rock & Roll"                                                             |                                                                           |
| 9.                                                                        | "Pale Blue Eyes"                                                          |                                                                           |
| 10.                                                                       | "I Can't Stand It Anymore"                                                |                                                                           |
| 11.                                                                       | "Venus in Furs"                                                           |                                                                           |
| 12.                                                                       | "There She Goes Again"                                                    |                                                                           |

| 45th Anniversary Super Deluxe Edition disc 6: Live at the Matrix (Part 2) | 45th Anniversary Super Deluxe Edition disc 6: Live at the Matrix (Part 2) | 45th Anniversary Super Deluxe Edition disc 6: Live at the Matrix (Part 2) | 45th Anniversary Super Deluxe Edition disc 6: Live at the Matrix (Part 2) |
| STT                                                                       | Nhan đề                                                                   | Sáng tác                                                                  | Thời lượng                                                                |
| ------------------------------------------------------------------------- | ------------------------------------------------------------------------- | ------------------------------------------------------------------------- | ------------------------------------------------------------------------- |
| 1.                                                                        | "Sister Ray"                                                              | Cale, Morrison, Reed, Tucker                                              |                                                                           |
| 2.                                                                        | "Heroin"                                                                  |                                                                           |                                                                           |
| 3.                                                                        | "White Light/White Heat"                                                  |                                                                           |                                                                           |
| 4.                                                                        | "I'm Set Free"                                                            |                                                                           |                                                                           |
| 5.                                                                        | "After Hours"                                                             |                                                                           |                                                                           |
| 6.                                                                        | "Sweet Jane"                                                              |                                                                           |                                                                           |

## Thành phần thực hiện
The Velvet Underground
- Lou Reed – guitar lead và rhythm; piano; hát chính trừ khi có ghi chú, hát chung trong "The Murder Mystery"
- Doug Yule – bass guitar; organ; hát chính trong "Candy Says"; hát chung trong "Jesus" và "The Murder Mystery"; hát nền
- Sterling Morrison – guitar rhythm và lead; hát chung trong "The Murder Mystery"; hát nền
- Maureen Tucker – bộ gõ; hát chính trong "After Hours"; hát chung trong "The Murder Mystery", hát nền